# Joseph Spiteri
Joseph Spiteri (Sliema, 20 de maio de 1959) é um diplomata e prelado maltês da Igreja Católica pertencente ao serviço diplomático da Santa Sé.

## Biografia
Joseph Spiteri nasceu em 20 de maio de 1959 em Sliema, embora a família morasse em Luqa. Depois de frequentar os seminários locais, recebeu a ordenação presbiteral em 29 de junho de 1984 pelo arcebispo Joseph Mercieca na Cocatedral de São João de Valeta. Após uma breve missão pastoral, estudou na Pontifícia Academia Eclesiástica e obteve o doutorado em direito canônico pela Pontifícia Universidade São Tomás de Aquino em 1988.
Ingressou no serviço diplomático da Santa Sé em 15 de julho de 1988 e cumpriu missões no Panamá, Iraque, México, Portugal, Grécia e Venezuela, e depois trabalhou nos escritórios da Secretaria de Estado da Santa Sé em Roma.
Ele é fluente, além do maltês nativo, em italiano, inglês, português, francês e espanhol.
Em 21 de fevereiro de 2009, o Papa Bento XVI o nomeou núncio apostólico no Sri Lanka, com a dignidade de arcebispo titular de Serta. Recebeu a ordenação episcopal em 24 de maio seguinte na Cocatedral de São João de Valeta de Tarcisio Bertone, S.D.B., Cardeal Secretário de Estado, assistido por Paul Cremona, O.P., arcebispo de Malta e por Joseph Mercieca, arcebispo emérito de Malta.
Em 1 de outubro de 2013, o Papa Francisco o nomeou como núncio na Costa do Marfim.
Em 7 de março de 2018, o Papa Francisco o transferiu para a nunciatura no Líbano.
Em 7 de julho de 2022, o Papa Francisco o nomeou como núncio apostólico no México.